# 混沌蝴蝶
《混沌蝴蝶》是刘慈欣的一篇短篇科幻小说，2002年1月发表于《科幻大王》杂志。

## 劇情
1999年3月24日，北约轰炸南斯拉夫，战争爆发。科学家亚历山大和烈伊奇为了保卫国家，决定通过影响天气的方式阻止敌人轰炸。烈伊奇前往莫斯科，用西方国家与俄罗斯合作在杜布纳建成的超级计算机运行亚历山大的数学模型，找出并告诉亚历山大影响南斯拉夫天气的大气敏感点；亚历山大则告别妻子艾琳娜和患有尿毒症，刚完成肾移植手术的女儿卡佳，前往大气敏感点，在敏感点上做特定的小事，让阴雨和大雾遮住南斯拉夫。
前两次触发敏感点的任务都很成功，亚历山大去了非洲西北部的一处沙漠砸碎了一大块冰，又到菲律宾海上用炸药炸海水，成功让南斯拉夫持续了一周左右的阴天。第三次，烈伊奇算出敏感点在南极的一片区域内，并算出该敏感点可多次作用，亚历山大随即动身前往南极。可还不等他们算出精确坐标，西方国家因与俄罗斯关系紧张，关闭了超级计算机。没有精确坐标，亚历山大只得在南极的一处小屋原地待命，而烈伊奇则继续寻找其他超级计算机。
没了亚历山大他们的干涉，南斯拉夫上空的阴云消散了。在这期间，卡佳因排异反应高烧，艾琳娜去医院拿药，返回途中遭轰炸身亡，卡佳几天后也死于排异反应。又过了几天，烈伊奇获取计算机的任务宣告失败，并将一切告诉亚历山大。绝望中的亚历山大带着汽油桶走出了小屋，漫无目的地不知走了多久，点燃了无法触发敏感点的火苗。